# Io muoio di te
Io muoio di te è un singolo del cantautore italiano Umberto Tozzi, pubblicato nel 1994.
Il brano, scritto dallo stesso interprete, è il primo singolo estratto dall'album Equivocando e con questa canzone Tozzi vinse il Festivalbar del 1994.